# 피로트구

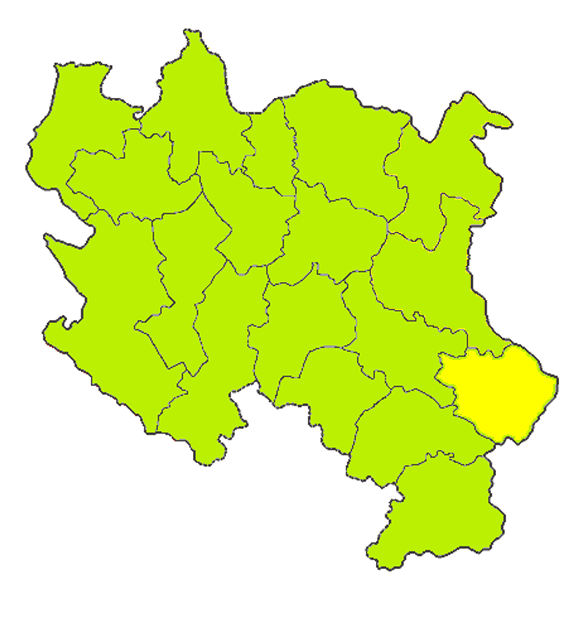
피로트 구의 위치

피로트구(세르비아어: Пиротски Oкруг, Pirotski Okrug)는 세르비아 남동부에 위치한 구로 행정 중심지는 피로트이며 면적은 2,761km2, 인구는 105,654명(2002년 인구 조사 기준), 인구 밀도는 38.3명/km2이다. 동쪽으로는 불가리아와 국경을 접한다.

## 지방 자치체
4개 지방 자치체와 4개 군, 210개 마을을 관할한다.
- 벨라팔란카 (Bela Palanka)
- 피로트 (Pirot)
- 바부슈니차 (Babušnica)
- 디미트로브그라드 (Dimitrovgrad)

## 인구
인구와 민족 분포는 2002년 인구 조사를 기준으로 한다.
- 세르비아인: 89,985명
- 불가리아인: 7,313명
- 로마인: 3,344명
- 그 외의 민족

| 연도  | 인구    | ±%     |
| ----- | ------- | ------ |
| 1948  | 160,285 | —      |
| 1953  | 157,360 | −1.8%  |
| 1961  | 145,785 | −7.4%  |
| 1971  | 136,008 | −6.7%  |
| 1981  | 127,427 | −6.3%  |
| 1991  | 116,926 | −8.2%  |
| 2002  | 105,564 | −9.7%  |
| 2011  | 92,479  | −12.4% |
| 출처: |         |        |

## 같이 보기
- 세르비아의 행정 구역